# Dalya Attar

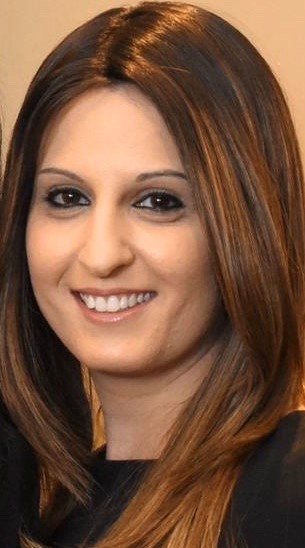
Dalya Attar (2019)

Dalya Attar (* 1990 in Baltimore, Maryland) ist eine US-amerikanische Politikerin, die seit 2019 im Abgeordnetenhaus von Maryland sitzt. Die Abgeordnete Attar vertritt den 41. Legislativbezirk des Bundesstaates Maryland, der sich im Nordwesten von Baltimore befindet. Sie ist Mitglied der Demokratischen Partei.

## Leben
Attar wurde in Baltimore geboren und wuchs in einer marokkanisch-iranischen Einwandererfamilie der Arbeiterklasse auf. Im Jahr 2011 schloss sie ihr Studium an der University of Baltimore mit einem Bachelor of Science ab. Drei Jahre später schloss sie die Francis King Carey School of Law an der University of Maryland ab und erwarb einen Juris Doctor. Sie ist eine orthodoxe Jüdin, geboren als Tochter eines iranisch-jüdischen Vaters und einer marokkanisch-jüdischen Mutter. Attar ist die erste orthodoxe Jüdin, die in das Abgeordnetenhaus von Maryland gewählt wurde, und die politisch ranghöchste orthodoxe jüdische Frau in der amerikanischen Geschichte.
Sie ist verheiratet und Mutter von zwei Kindern.

## Politische Positionen

### Kriminalität und Polizei
Im März 2019 stimmte Attar gegen eine Gesetzesvorlage, die es Schulpolizisten erlauben würde, an Schulen in Baltimore Waffen zu tragen. Sie unterstützte auch eine Gesetzesvorlage, die es der Johns Hopkins University erlauben würde, eine eigene private Polizeitruppe zu haben.
Während der Legislaturperiode 2020 brachte Attar einen Gesetzentwurf ein, der die Inhaftierung von Gewalttätern mit offenen Haftbefehlen vorschreiben würde. Sie unterstützte auch einen Gesetzentwurf, der Führerscheinentzug wegen unbezahlter Strafzettel verbieten würde.

### Bildung
Attar setzt sich für die Verbesserung der öffentlichen Schulen und die Bereitstellung von öffentlich finanzierten Stipendien für Privatschulen ein.

### Israel
Während der Legislaturperiode 2024, nachdem Zainab Chaudry, die Direktorin der staatlichen Sektion des Council on American-Islamic Relations (CAIR), vorübergehend von der staatlichen Kommission zur Bekämpfung und Verhinderung von Hassverbrechen suspendiert wurde, weil sie Facebook-Posts verfasst hatte, in denen sie Israel mit Nazi-Deutschland verglich und Teilnehmer des Marsches für Israel als „Völkermord-Sympathisanten“ bezeichnete, brachte Attar eine Gesetzgebung ein, um Chaudry aus der Kommission zu entfernen und sie durch „zwei Mitglieder der muslimischen Gemeinschaft“ zu ersetzen.

### Soziale Probleme
Attar befürwortet die Einsetzung einer unabhängigen Kommission zur Neueinteilung der Wahlbezirke in Maryland.
Während der Legislaturperiode 2020 brachte Attar einen Gesetzesentwurf ein, der Ehemänner daran hindern würde, sich zivilrechtlich scheiden zu lassen, wenn sie ihrer Frau kein Gett gewähren.
Im Jahr 2022 stimmte Attar gegen einen Gesetzesentwurf, der die Arten von medizinischen Fachkräften, die Abtreibungen im Bundesstaat durchführen dürfen, erweitern würde, und stimmte dafür, das Veto von Gouverneur Larry Hogan gegen den Gesetzesentwurf aufrechtzuerhalten.
Während der Legislaturperiode 2023 brachte Attar einen Gesetzesentwurf ein, um das Datum der Vorwahlen in Maryland 2024 vom 23. April – dem ersten Tag des Pessach-Festes, das orthodoxe jüdische Wähler von der Teilnahme an den Wahlen abhält – auf den 14. Mai zu verlegen. Der Inhalt des Gesetzesentwurfs wurde einem anderen Gesetzesentwurf hinzugefügt, der verabschiedet und von Gouverneur Wes Moore unterzeichnet wurde.

### Transport
Während der Legislaturperiode 2022 unterstützte Attar eine Gesetzesvorlage, die das Verkehrsministerium von Maryland dazu verpflichten würde, eine Bundesgenehmigung für die Red Line zu beantragen.